# Rio Jamari (vattendrag i Brasilien)
Rio Jamari är ett vattendrag i Brasilien.   Det ligger i delstaten Rondônia, i den centrala delen av landet, 1 900 km väster om huvudstaden Brasília.
I omgivningarna runt Rio Jamari växer i huvudsak städsegrön lövskog. Trakten runt Rio Jamari är nära nog obefolkad, med mindre än två invånare per kvadratkilometer.